# آندریشفورت
آندریشفورت (به آلمانی: Andrichsfurt) یک منطقهٔ مسکونی در اتریش است که در ناحیه راید ایم اینکرایس واقع شده‌است. آندریشفورت ۱۲٫۳ کیلومتر مربع مساحت دارد ۴۴۰ متر بالاتر از سطح دریا واقع شده‌است.